# بوبي بليز
بوبي بليز (بالإنجليزية: Robert Smedley)‏ هو مصارع رياضي ومهندس أمريكي، ولد في 25 يونيو 1963 في أشلاند في الولايات المتحدة.

## وصلات خارجية
- بوبي بليز على موقع CageMatch worker (الإنجليزية)
- بوبي بليز على موقع قاعدة بيانات المصارعة على الإنترنت (الإنجليزية)

- بوبي بليز على موقع IMDb (الإنجليزية)
- بوبي بليز على موقع قاعدة بيانات الفيلم (الإنجليزية)